# Kokoszki (województwo łódzkie)
Kokoszki – wieś w województwie łódzkim, w powiecie sieradzkim, w gminie Błaszki.
Wieś arcybiskupstwa gnieźnieńskiego w powiecie sieradzkim województwa sieradzkiego w końcu XVI wieku. W latach 1975–1998 miejscowość położona była w województwie sieradzkim.